# Саломея (опера)
«Саломея» (нім. Salome) — музична драма на одну дію німецького композитора Ріхарда Штрауса за однойменною драмою Оскара Вайлда в перекладі Гедвіг Лахман. Прем'єра відбулася в Дрездені, 9 грудня 1905 року під керуванням Е. фон Шуха.

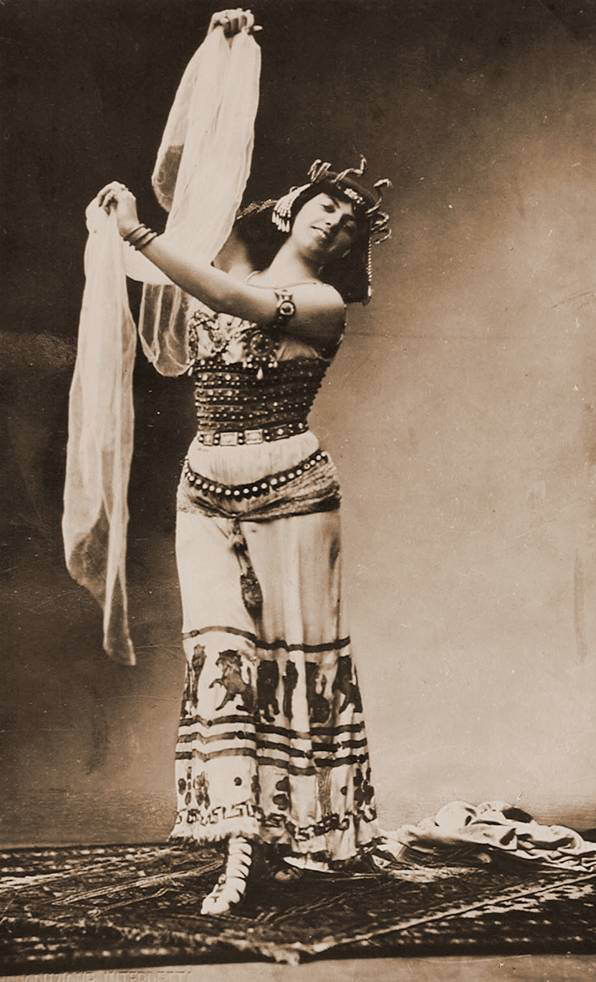
Соломія Крушельницька в ролі Саломеї

## Дійові особи
- Ірод, тетрарх Галілеї (тенор)
- Іродіада, його дружина (мецо-сопрано)
- Саломея, коли прийшла дочка тієї (сопрано)
- Йоканаан, пророк (баритон)
- Нарработ, начальник варти (тенор)
- Паж Іродіади (контральто)
- 5 юдеїв-теологів, солдати, назаряни.

Дія відбувається в Галілеї в 27-28 роках.

## Сюжет
Спекотна ніч огорнула палац Ірода Антипи. Прагнучи забутися від невдач і похмурих прогнозів, тетрарх запросив гостей на чергову святкову оргію. На терасі розташувалася охорона. Начальник варти, Нарработ споглядає на принцесу Саломею, що також бере участь у святі. Він не чує застережень охопленого незрозумілим страхом юного пажа. Могутній голос пророка Йоканаана долинає з глибокої цистерни, він віщує прихід нового духовного правителя. На терасі з'являється Саломея. Переслідувана жадібними поглядами вітчима, дівчина не хоче залишатися з гостями. Грізні промови Йоканаана викликають її зацікавлення і вона вимагає показати бранця. Перелякані солдати відмовляються, лише Нарработ порушує наказ Ірода і випускає пророка з підземелля. Той викриває безчесного тетрарха і розпусну Іродіяду.
Непохитна воля, рішучість і мужність Йоканаана захоплюють дівчину — і вона торкається поцілунком губ пророка. Але той відштовхує принцесу і спускається в темницю. Нав'язлива ідея поцілунку опановує Саломеєю. Вражений побаченим, Нарработ заколюється. У супроводі численної свити, під суперечку єврейських теологів на терасу виходить Ірод з дружиною. Гнаний кошмарними видіннями, доведений до істерики, тетрарх шукає пасербицю, тому що лише в її товаристві він знаходить відпочинок. Ірод пропонує Саломеї місце біля себе, вино і чудові фрукти, але занурена в думку про Йоканаана принцеса відмовляє йому. Тоді Ірод просить Саломею танцювати. За цю насолоду він готовий виконати будь-яке її прохання. Несподівано дівчина відгукується на щедрі обіцянки і починає «танець семи покривал».
У захваті Ірод запитує Саломею про нагороду. Красуня просить голову Іоканана. Даремні спроби тетрарха відкупитися золотом і коштовностями. Зломлений Ірод віддає страшний наказ і Саломея отримує свою нагороду. Бажання сповнилося, і в трансі вона припадає до губ мерця, тамуючи агресивну пристрасть. Не здатний стерпіти огидну сцену кривавої насолоди Ірод наказує вбити принцесу.

## Музика
«Саломея» — перша опера Штрауса, в якій знайдено оригінальний музично-драматичний стиль. Специфічні риси її драматургії визначив багаторічний досвід роботи композитора в жанрі симфонічної поеми. У «Саломеї», названої одного разу Штраусом «скерцо зі смертельним наслідком», він вперше застосував одноактну оперну структуру наскрізного поемного типу. Витоки задуму «Саломеї» пов'язані з пошуками виходу зі сфери ваґнерівських ідей і засобів виразності («крок уперед порівняно з Ваґнером» — висловлювання самого Штрауса). Проте очевидними є і риси наступності з музичною драмою Ваґнера: наявність розгалуженої системи лейтмотивів, безперервний симфонічний розвиток основного тематизму. Пізньоромантичні засоби музичної виразності композитор максимально загострив, втілюючи експресіоністичний зміст драми.
Граничної хроматизації і свободи від тональних зв'язків досягла гармонія. Спираючись на прозовий текст, композитор прагнув передати інтонації мовлення — від шепоту до крику. Не послаблюючи ролі оркестру (партитура розрахована на 103 учасники), Штраус не підпорядковує йому голос; співу належить провідне місце. Пізніше композитор ще більше посилив партію оркестру, провівши ретуш інструментування і розрядивши напругу в партії Соломії.

## Постановки опери
«Саломея» — одна з найпопулярніших опер Ріхарда Штрауса. Найцікавіші постановки кінця XX століття: на фестивалі в Сполетто (1961), Мюнхені (1977), Мілані (1987), Зальцбурзі (1992), Лондоні (1996), Санкт-Петербурзі (2000 рік, Маріїнський театр).
Серед найкращих виконавців заголовній партії — Астрід Варнай, Люба Велич, Інґе Борк, Бірґіт Нільсон, Леоні Різанек, Катеріна Мальфітано. Яскравий образ Ірода створив Карл Буріан.
У 1974 році в Німеччині на основі опери був знятий телефільм (реж. Ґетц Фрідріх, у ролі Саломеї — Тереза Стратас).